# Lucernariidae
Lucernariidae is een familie van neteldieren (Cnidaria) uit de klasse Staurozoa.

## Geslachten
- Lucernaria O. F. Müller, 1776
- Stylocoronella Salvini-Plawen, 1966